# Campanula fritschii
Campanula fritschii är en klockväxtart som beskrevs av Johanna A. Witasek. Campanula fritschii ingår i släktet blåklockor, och familjen klockväxter. Inga underarter finns listade i Catalogue of Life.